# Gymnogeophagus jaryi
Gymnogeophagus jaryi es una especie de pez de agua dulce que integra el género Gymnogeophagus, de la familia de los cíclidos. Habita en aguas templado-cálidas en el nordeste del Cono Sur de América del Sur.

## Taxonomía
Esta especie fue descrita originalmente en el año 2019 por los ictiólogos Felipe Alonso, Guillermo Enrique Terán, Gastón Aguilera, Oldřich Říčan, Jorge Rafael Casciotta, Wilson Sebastián Serra Alanis Adriana Edith Almirón, Mauricio Fabián Benítez, Ignacio García y Mirande.
Localidad tipo
La localidad tipo referida es: “Arroyo Cuña Pirú (cuenca del río Paraná), a 8,5 km de la ciudad de Aristóbulo del Valle, en el cruce de la RP 7, en las coordenadas: 27°5′16.69″S 54°57′10.60″O / -27.0879694, -54.9529444, Misiones, Argentina”.
Holotipo
El ejemplar holotipo designado es el catalogado como: CI-FML 7463; se trata de un espécimen macho adulto el cual midió 113,1 mm de longitud estándar. Fue capturado por Mirande, Aguilera y Terán en noviembre de 2016. Se encuentra depositado en la colección de ictiología de la Fundación Miguel Lillo (CI-FML), ubicada en la ciudad argentina de San Miguel de Tucumán.
Etimología
Etimológicamente, Gymnogeophagus se construye con palabras del idioma griego, donde gymnos es 'desnudo', gea es 'tierra' y phaegein es 'comer', debido a un tipo de estrategia trófica que poseen los integrantes del género. 
El nombre específico de jaryi es un sustantivo en aposición que deriva de la palabra guaraní jarýi, la cual significa ‘abuela’, haciendo alusión de esta manera a la Organización No Gubernamental “Abuelas de Plaza de Mayo”, creada para ubicar y restaurar a sus familias legítimas a todos los niños desaparecidos por la última dictadura argentina.
Relaciones filogenéticas
Gymnogeophagus jaryi pertenece al ‘‘grupo gymnogenys’’, uno de los conjuntos  monofiléticos o subdivisiones en que está seccionado el género Gymnogeophagus. Esto significa que los machos durante el período reproductivo desarrollan un tipo giba en la nuca. También posee la particularidad reproductiva de incubar sus huevos dentro de la boca.

## Distribución geográfica y hábitat
Esta especie es un endemismo de afluentes del Alto río Paraná. Este curso fluvial integra la cuenca del Plata; dicha hoya hidrográfica vuelca sus aguas en el océano Atlántico Sudoccidental por intermedio del Río de la Plata. Se distribuye en el nordeste de la Argentina, en el extremo norte de la región mesopotámica de ese país, en la provincia de Misiones, en los arroyos: Cuña Pirú, Garuhapé y Ñacanguazú. Sobre la base del análisis de fotografías y secuencias de ADNmt, se constató que también habita en los arroyos Manduviyú, Pirapó e Ype Curú, en Paraguay.
Ecorregionalmente este pez constituye un endemismo de la ecorregión de agua dulce Paraná inferior.

## Conservación
Inicialmente los autores recomendaron que, según los lineamientos para discernir el estatus de conservación de los taxones —los que fueron estipulados por la organización internacional dedicada a la conservación de los recursos naturales Unión Internacional para la Conservación de la Naturaleza (IUCN)—, en la obra Lista Roja de Especies Amenazadas Gymnogeophagus jaryi sea clasificada como una especie “bajo preocupación menor” (LC), dado que posee una distribución amplia. Sin embargo a partir de la edición del año 2022 de la Lista Roja de la UICN es evaluada como "en peligro" (EN), debido a que la mayor parte de la distribución de esta especie se encuentra en ambientes altamente modificados por la agricultura, la deforestación, los cultivos y la influencia de las poblaciones humanas.